# Al di là del muro
Al di là del muro è il quarto album  del cantautore  Luca Barbarossa pubblicato nel 1989.

## Il disco
Dopo il successo dell'LP Non tutti gli uomini, Barbarossa realizza con lo stesso staff il disco successivo, pubblicato nel 1989 e registrato nello Studio libero di Roma di proprietà del produttore Antonio Coggio, che è anche il tecnico del suono dell'album: Al di là del muro, che è il titolo della canzone che viene pubblicata anche su 45 giri insieme a Sarò qualcuno.
Come nei 33 giri precedenti, Barbarossa alterna canzoni con testi impegnati come Mandela, dedicata a Nelson Mandela che, in quel periodo si trovava ancora in prigione, o Se tu sei come me, a riflessioni sullo scorrere del tempo come Ingannando il tempo o sulla solitudine come Solo come te, e ad una canzone d'amore tra le più intense scritte dal cantautore romano, Fine di un amore (che verrà anche cantata nello stesso anno anche da Paola Turci).
Anche musicalmente il disco è vario, e passa da brani lenti come la già citata Fine di un amore ad altri decisamente più rock come la title track o Senza panico, arricchita dalla chitarra elettrica suonata da Eros Ramazzotti, in cui Barbarossa immagina la fine del mondo.
Tutte le canzoni sono scritte da Luca Barbarossa, e sono una coedizione tra le edizioni musicali CBS Songs e le edizioni musicali Calycanthus; gli arrangiamenti sono curati da Pinuccio Pirazzoli e la produzione è di Antonio Coggio.
La foto di copertina è invece opera di Maria Pia Giarré, all'epoca legata al cantautore; lo stesso scatto viene usato anche per la copertina del 45 giri tratto dall'album, Al di là del muro/Sarò qualcuno.

## Tracce
LATO A
1. Al di là del muro - 4:20
2. Mandela - 3:31
3. Ingannando il tempo - 3:37
4. Solo come te - 4:19
5. Fine di un amore - 3:20

LATO B
1. Se tu sei come me - 4:09
2. Non credere alle canzoni - 4:20
3. Senza panico - 4:59
4. Sarò qualcuno - 4:08

## Formazione
- Luca Barbarossa: voce, chitarra
- Pinuccio Pirazzoli: tastiera, cori, programmazione, batteria elettronica
- Paolo Carta: chitarra, cori
- Eros Ramazzotti: chitarra elettrica (in Senza panico)
- Gigi Cappellotto: basso
- Maurizio Giammarco: sax
- Douglas Meakin, David Cameron, Aida Cooper, Roberto Davini, Giulia Fasolino, Mario Amici, Patty Johnson, Martin Fisher, Orlando Johnson: cori